# Bechir Hassani
Bechir Hassani (arabisch بشير الحساني, DMG Bašīr al-Ḥassānī; * 22. September 1969) ist ein ehemaliger tunesischer Fußballschiedsrichterassistent.

## Werdegang
Hassani stand auf der Liste der FIFA-Schiedsrichter und war an der Spielleitung internationaler Fußballspiele beteiligt.
Bei der Weltmeisterschaft 2010 in Südafrika leitete Hassani zwei Spiele als Assistent von Eddy Maillet.
Hassani wurde bei insgesamt vier Afrika-Cups eingesetzt. Beim Afrika-Cup 2008 in Ghana, beim Afrika-Cup 2010 in Angola, beim Afrika-Cup 2012 in Äquatorialguinea und Gabun und beim Afrika-Cup 2013 in Südafrika leitete er insgesamt 12 Spiele.
Zudem war er unter anderem Schiedsrichterassistent bei der U-17-Weltmeisterschaft 2007 in Südkorea, beim olympischen Fußballturnier 2008 in China, bei der U-20-Weltmeisterschaft 2009 in Ägypten, beim olympischen Fußballturnier 2012 im Vereinigten Königreich, bei der U-17-Weltmeisterschaft 2013 in den Vereinigten Arabischen Emiraten, in der afrikanischen WM-Qualifikation sowie bei diversen Qualifikations- und Freundschaftsspielen.